# Pandemia di COVID-19 in Zimbabwe
Il primo caso della pandemia di COVID-19 in Zimbabwe è stato confermato il 21 marzo 2020.

## Antefatti
Il 12 gennaio 2020, l'Organizzazione mondiale della sanità (OMS) ha confermato che un nuovo coronavirus era la causa di una nuova infezione polmonare che aveva colpito diversi abitanti della città di Wuhan, nella provincia cinese dell'Hubei, il cui caso era stato portato all'attenzione dell'OMS il 31 dicembre 2019.
Sebbene nel tempo il tasso di mortalità della COVID-19 si sia rivelato decisamente più basso di quello dell'epidemia di SARS che aveva imperversato nel 2003, la trasmissione del virus SARS-CoV-2, alla base della COVID-19, è risultata essere molto più ampia di quella del precedente virus del 2003, e ha portato a un numero totale di morti molto più elevato.
Il 5 maggio 2023, l'Organizzazione mondiale della sanità dichiara ufficialmente la fine della pandemia.

## Cronologia

### Marzo
Il 21 marzo, lo Zimbabwe ha riportato il suo primo caso di COVID-19: un maschio residente alle Cascate Vittoria che aveva viaggiato dal Regno Unito attraverso il Sudafrica il 15 marzo. Inizialmente non sono stati riportati decessi come erroneamente indicato in alcune fonti poiché il paziente continuava con l'autoisolamento a casa e mostrava segni di guarigione.
Altri due casi nel paese furono confermati il 21 marzo, entrambi a Harare. Il 23 marzo, è stato confermato che il giornalista dello Zimbabwe Zororo Makamba è stata la prima persona nel paese a morire a causa del virus.

### Aprile
Dopo la morte di Zororo, altre due persone sono morte, portando il totale a 3. A causa della carenza di attrezzature mediche protettive, i medici dello Zimbabwe hanno intentato una causa contro il governo affinché fossero adeguatamente protetti durante il trattamento di pazienti infetti. Il 13 aprile sono stati segnalati altri tre casi, portando il numero di casi nel paese a 17.

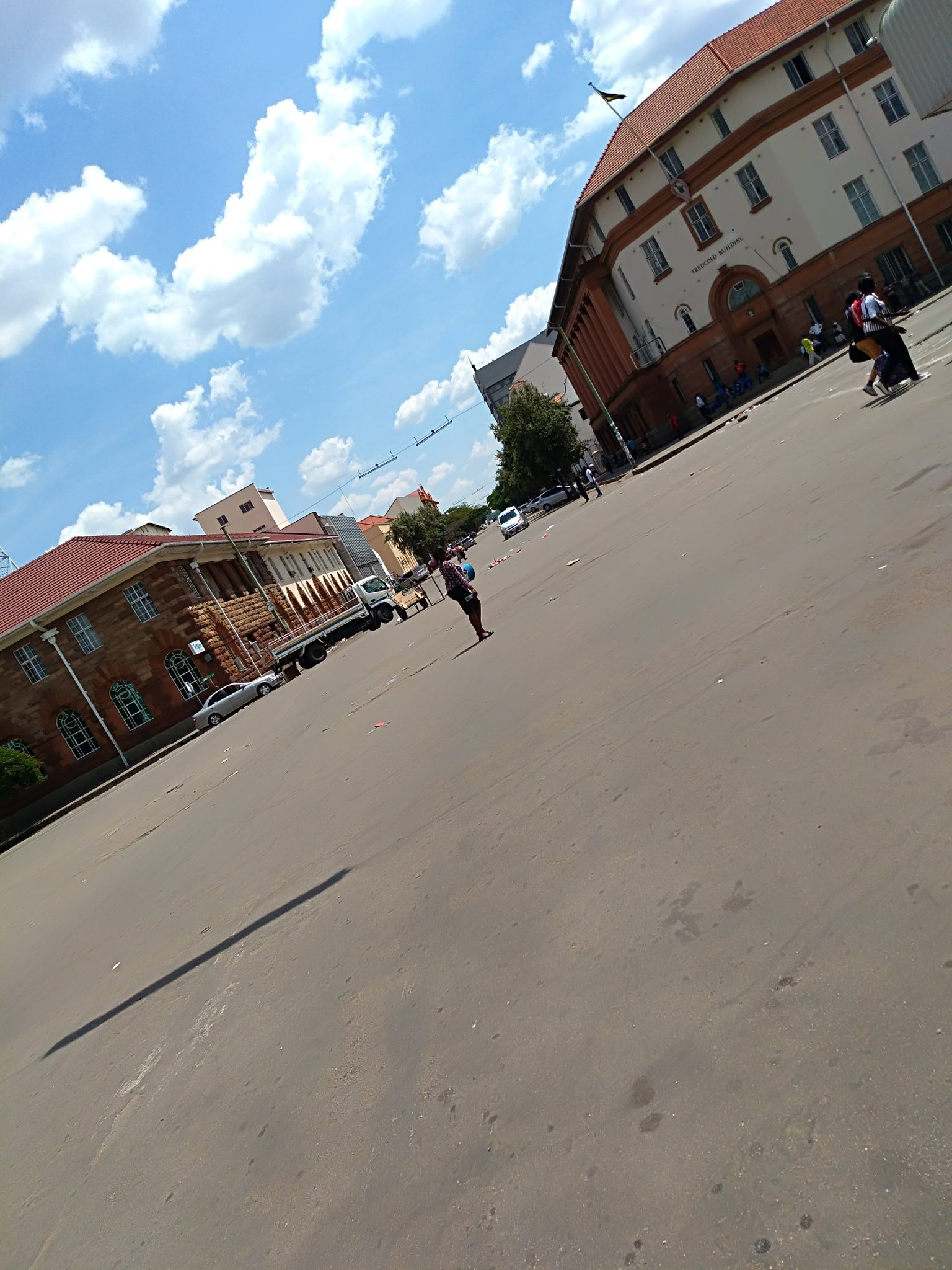
Strade deserte durante la pandemia

Almeno cinque giornalisti sono stati arrestati per i loro servizi durante la pandemia di COVID-19.